# Plaisia
Plaisia é uma comuna francesa na região administrativa de Borgonha-Franco-Condado, no departamento de Jura. Estende-se por uma área de 5,31 km². Em 2010 a comuna tinha 116 habitantes (densidade: 21,8 hab./km²).